# ドリュー・フィッシャー
ドリュー・フィッシャー（Drew Fischer、1980年7月10日 - ）はカナダ・アルバータ州カルガリー出身のサッカー審判員。主にメジャーリーグサッカー (MLS) で主審を務めるほか、2015年からは国際サッカー連盟 (FIFA) に国際審判員として登録されている。

## 来歴
10代の頃から小遣い稼ぎを目的に審判の活動を始める。2007年からプロフェッショナルレフェリーとして活動を始める。2012年にMLSに昇格し、2015年にはカナダ人として3人しか登録されていなかったFIFA国際審判員の一人となった。カルガリー大学で物理学の学位を取得している。

## 審判としてのキャリア
2012年からカナディアン・チャンピオンシップの主審を務め、2013年・2016年・2018年には決勝の主審を担当。並行して2012年からメジャーリーグサッカーの主審も務めている。国際大会では、2015年のCONCACAF U-17選手権と2016年リオデジャネイロオリンピックのサッカー競技北中米カリブ海予選の審判に任命された。2017年6月23日には、フィッシャーが2017 CONCACAFゴールドカップの審判に任命されたことが発表された。2019 FIFA女子ワールドカップではビデオ・アシスタント・レフェリー (VAR) に任命された。 2019年に発足したカナダ・プレミアリーグでは初年度に任命された審判の一人であった。
そのほか、以下の大会で主審を務めている。
- カナディアン・チャンピオンシップ決勝 - 2012, 2013
- CONCACAF U-17選手権 - 2015
- 2018 FIFAワールドカップ・北中米カリブ海予選
- 2017 CONCACAFゴールドカップ[3]
- 2019 FIFA U-17ワールドカップ[7]
- 2019 FIFA女子ワールドカップ[8]
- 2021 CONCACAFゴールドカップ
- FIFAクラブワールドカップ2020[9]
- MLSカップ決勝（VAR担当） – 2020[10], 2022[11]
- CONCACAFネーションズリーグ決勝（VAR担当）  – 2021[12]
- FIFAクラブワールドカップ2021[13]
- 2022 FIFAワールドカップ・北中米カリブ海予選
- CONCACAFリーグ（英語版）決勝 - 2022[14]

2022年5月19日、2022 FIFAワールドカップのVARを担当する24名の一人に選ばれたことが発表された。

## 表彰
- MLSレフェリー・オブ・ザ・イヤー（英語版）: 2024
- レイ・モーガン記念賞: 2022, 2023